# Зубов, Владимир Владимирович
Владимир Владимирович Зубов (лит. Vladimiras (Vladys) Zubovas, 6 декабря 1909, Галле — 12 мая 2007, Каунас) — литовский архитектор и историк архитектуры русского происхождения.

## Биография
Родился в семье агронома Владимира Владимировича Зубова (1887–1959). Внук русского дворянина и общественного деятеля В.Н.Зубова. Потомок графа Дмитрия Зубова. В 1928 году окончил мужскую гимназию в Шяуляй. В 1934 году окончил Берлинскую высшую техническую школу. В 1944—1950 годах преподавал на кафедре планировки городов в Каунасском университете. В 1967—1969 годах преподавал в каунасском вечернем отделении Государственного художественного института Литовской ССР.
В годы Второй мировой войны вместе с женой и тещей — Софией Чюрлёнене-Кимантайте помогал евреям из Каунасского гетто. В 1991 году израильский Институт Катастрофы и героизма Яд ва-Шем присвоил звание Праведников народов мира Софии Чюрлёнене-Кимантайте, Владимиру Владимировичу Зубову и Дануте-Софие Чюрлените-Зубовене. 
В 1999 году В.В.Зубов награждён Крестом Спасения погибающих.
Похоронен на Пятрашюнском кладбище в Каунасе.

## Семья
Жена — Данута-София Чюрлёните (1910—1995), дочь Микалоюса Константинаса Чюрлёниса. 
Дети: дочь — Даля (в замуж. Палукайтене; 1938—2022), художник и скульптор и сыновья: Константинас (1940—1971) и Витаутас.
Внук (сын Константинаса) — Рокас Зубовас, пианист, директор Музея Чюрлёниса в Вильнюсе. 